# Karibelenia
Karibelenia (Elaenia martinica) är en fågel i familjen tyranner inom ordningen tättingar.

## Utseende och läte
Karibelenian är en rätt färglös och oansenlig tyrann. Liknande gulbukig elenia är större och mer bjärt färgad, med spetsig rest tofs, olikt karibelenians som vanligen hålls platt. Karibelenian har vidare orange längst in på undre näbbhalvan, mattare vingband och avvikande läte. Den knycker heller inte med vingar och stjärt.

## Utbredning och systematik
Karibelenian har en vid utbredning i Västindien. Den delas in i sju underarter med följande utbredning:
- martinica-gruppen
  - Elaenia martinica riisii – förekommer från Puerto Rico till Anguilla, i sydöst till Antigua, Aruba, Curaçao, Bonaire
  - Elaenia martinica martinica – förekommer på Små Antillerna (i söder till Grenada)
  - Elaenia martinica barbadensis – förekommer på Barbados
- cinerascens-gruppen
  - Elaenia martinica remota – förekommer på öarna utanför östra Mexiko (Cozumel, Meco[särskiljning behövs], Isla Mujeres, Holbox Island)
  - Elaenia martinica chinchorrensis – förekommer på Great Cay Island utanför Quintana Roo (östra Mexiko)
  - Elaenia martinica cinerascens – förekommer i San Andrés, Providencia, Santa Catalina öarna utanför Honduras)
  - Elaenia martinica caymanensis – förekommer i Caymanöarna

## Levnadssätt
Karibelenian hittas i tropiska skogsområden, i halvöppna områden med buskar och träd. Den ses ofta vid fruktbärande träd där den äter små bär.

## Status och hot
Arten har ett stort utbredningsområde, men tros minska i antal, dock inte tillräckligt kraftigt för att den ska betraktas som hotad. Internationella naturvårdsunionen IUCN listar arten som livskraftig (LC). Beståndet uppskattas till i storleksordningen en halv miljon till fem miljoner vuxna individer.

## Namn
Elenia är en försvenskning av det vetenskapliga släktesnamnet Elaenia, som i sin tur kommer från grekiskans elaineos, "från olivolja", det vill säga olivfärgad.